# Reimeikai
Reimeikai (黎明 会), también conocida como la Sociedad del Amanecer, era una «sociedad educativa» japonesa. S se formó en la Era Taishō. Los miembros se comprometieron «a la estabilización y el enriquecimiento de la vida del pueblo japonés, de conformidad con las nuevas tendencias del mundo de la posguerra».
Reimeikai se formó en diciembre de 1918. Se presentaron las conferencias públicas. Los fundadores fueron Sakuzō Yoshino y Tokuzō Fukuda.
Miembros Reimeikai de espera para lograr el sufragio universal y la libertad de reunión. Abogaron por menos restricciones al derecho de huelga. El grupo se formó «para propagar las ideas de la democracia en el pueblo».
El grupo se disolvió en 1920.